# Maison Souquet
Maison Souquet is een vijf sterren boetiekhotel in de Parijse wijk Quartier Pigalle, net buiten Montmartre. Het pand was ooit een meisjesschool maar werd in 1905 door een zekere Madam Souquet omgevormd tot een discreet bordeel om twee jaar later een gewoon hotel te worden. In de periode 2013-2015 werd het hotel gerenoveerd en opnieuw ingericht door de Franse interieurarchitect Jacques Garcia (In Nederland bekend door de herinrichting van Hotel Des Indes). Hij liet zich inspireren door de luxe bordelen uit de tijd van het Belle époque. Het hotel heeft sindsdien meerdere prijzen gewonnen.